# ساموئل داوتیان
ساموئل داوتیان (ارمنی: Սամվել Դավթյան؛ انگلیسی: Samvel Davtian؛ ۹ آوریل ۱۹۹۹ ) بازیکن هاکی روی یخ اهل ارمنستان در پست مدافع است.

## باشگاهی
از باشگاه‌هایی که در آن بازی کرده‌است می‌توان به باشگاه هاکی روی یخ دینامو ایروان، باشگاه هاکی روی یخ پغپغنر، BKMA Yerevan اشاره کرد.

## تیم ملی
وی همچنین در تیم ملی هاکی روی یخ مردان ارمنستان بازی کرده‌است